# Districtul Szerencs
Szerencs (în maghiară Szerencsi járás) este un district în județul Borsod-Abaúj-Zemplén, Ungaria.
Districtul are o suprafață de 432,09 km2 și o populație de 36.971 locuitori (2013).